# 帕江乡
帕江乡（藏語：བར་མ་），也作帕玛乡，是中华人民共和国西藏自治区日喀则市仲巴县下辖的一个乡镇级行政单位。

## 行政区划
帕江乡下辖以下地区：
查日村、顿勒村、如嘎村、夏若村、夏布村和龙果村。